# Schloss Örbyhus

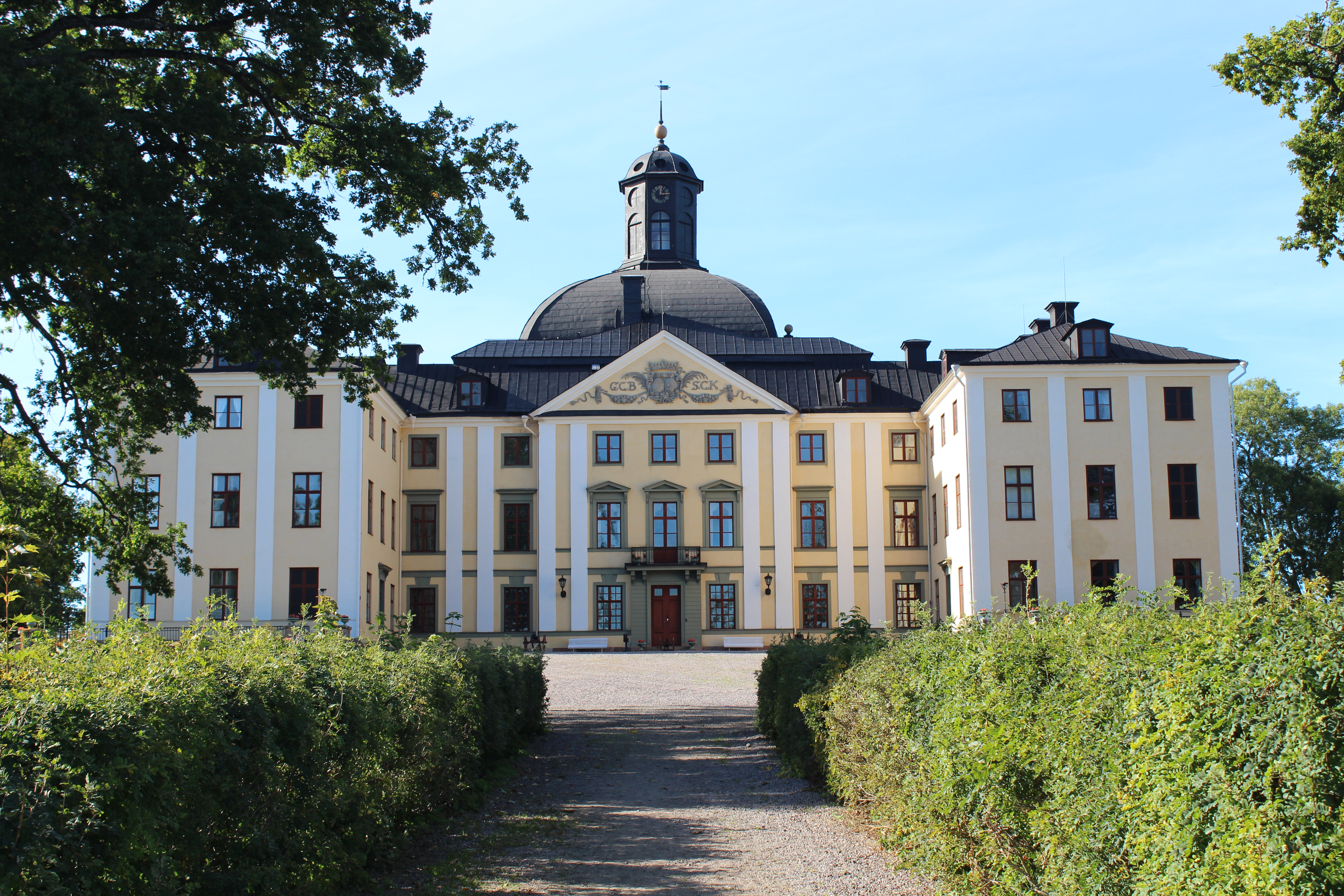
Schloss Örbyhus

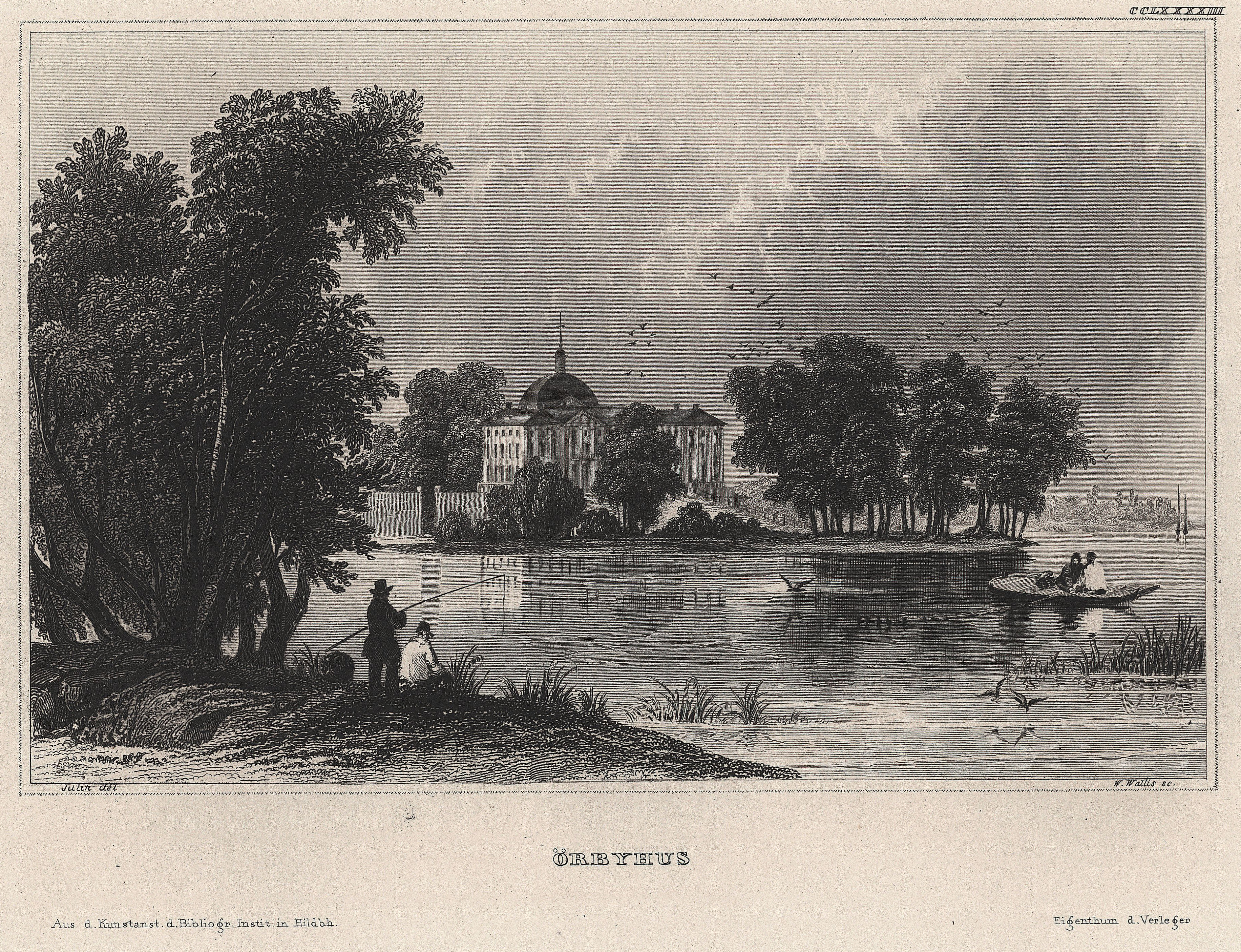
Das Schloss um 1840

Schloss Örbyhus (schwedisch Örbyhus slott) liegt nahe Tierp und dem Ort Örbyhus in der historischen Provinz Uppland.
Das Schloss Örbyhus, dessen Hauptgebäude aus dem frühen 15. Jahrhundert stammt, war seit 1548 im Besitz der Wasa-Dynastie. Es ist vielleicht am bekanntesten dadurch, dass der ehemalige König Erik XIV. dort inhaftiert war und seine letzten Jahre in dem Schloss verbrachte. Er starb in Örbyhus am 26. Februar 1577, anscheinend durch eine Erbsensuppe vergiftet.
Das Schloss steht seit 1962 als Byggnadsminne unter Denkmalschutz.

## Das Gebäude
Das Schloss liegt westlich vom Vendelsee (26 m über dem Meeresspiegel) mit der Hauptfassade Richtung Osten und ist ein gelbverputzter dreigeschossiger Gebäudekomplex mit einem Mittelgebäude und zwei Gebäudeflügeln. An den rückwärtigen Teil des Mittelgebäudes ist das ursprünglich turmartige Haus angebaut, mit einem viereckigen Dach und einem geschwungenen Profil.
Um den Turm herum verläuft eine noch teilweise bewahrte, außen viereckige und innen runde Verteidigungsmauer mit Schießscharten.
Unter der Mauer, unter den Gebäudeflügeln und unter dem Hof befindet sich ein System von dunklen Gängen und Räumen, wo sich der alte, jedoch immer noch in Gebrauch befindliche Schlossbrunnen („Truls“) befindet.
In dem Inneren des Schlosses befindet sich in voller Länge eine im Wasastil eingerichtete Halle und hinter dieser der „Wasaraum“ im Erdgeschoss des Turms. Dort befindet sich auch das „Schlafzimmer Eriks XIV.“ mit Gemälden von Anthonis van Dyck, Thomas Gainsborough und weiteren Meistern.

## Geschichte
Örbyhus wurde das erste Mal im Jahr 1352 (in curia mea Örby) erwähnt und war der Sitz von Magnus Gislesson (Sparre av Aspnäs) in den Jahren 1352–1353.